# Nikos Vafeas
Nikolaos Vafeas, detto Nikos (in greco Νικόλαος "Νίκος" Βαφέας?; Salonicco, 21 febbraio 1997), è un calciatore greco, difensore del Kalamata.

## Carriera

### Club
Ha giocato nella prima divisione greca.

### Nazionale
Ha giocato nella nazionale greca Under-21.

## Palmarès

### Club

#### Competizioni nazionali
- Souper Ligka Ellada 2: 2

Kīfisias: 2022-2023 (girone B)
Larissa: 2024-2025 (girone A)